# Dançando
«Dançando» (en español: «Bailando») es una canción de la artista brasileña Ivete Sangalo de su séptimo álbum de estudio Real Fantasia. La canción, compuesta por Dan Kambaiah y Davi Salles, fue lanzada como segundo sencillo del álbum el 16 de enero de 2013. 
Una segunda versión, con la cantante colombiana Shakira, fue lanzada el 30 de enero de 2013. Sin embargo, el dúo no integra el álbum en la versión física, porque la autorización para la comercialización de la grabación no llegó de manera oportuna para la inserción del dúo en la edición física del disco. Una vez autorizada, la grabación fue utilizada por Universal Music como "bonus track" en la versión digital del álbum.
"Dançando" fue la primera canción brasileña en ser incluida en la lista Just Dance 2014, el quinto juego de la serie Just Dance, desarrollado por Ubisoft.

## Antecedentes y lanzamiento
En agosto de 2012, se anunció que Ivete Sangalo grabaría una canción del cantante de Psycho, Márcio Víctor, en su próximo disco, Real Fantasia. Según el columnista Telma Alvarenga del diario Correio da Bahia, Ivete grabó una canción compuesta por su amigo en colaboración con Filipe Escandurras y Tierry Coringa. Según la nota, el líder del Psycho ya estaría, incluyendo la grabación de la parte percusiva de la canción, que inicialmente se llama "Dançando". Poco después, se anunció que la canción era parte del álbum.
El 7 de noviembre la canción ganó su primera aparición en televisión en el programa Domingão do Faustão, junto con otras seis canciones del álbum. El 7 de noviembre fue el programa de televisión Ahora é Tarde, de Danilo Gentili, donde Ivete pasó una entrevista y terminó de cantar "Dead Skin Mask" de la banda de rock progresivo Slayer. Ivete tocó la pista en el programa Caldeirão do Huck el 10 de noviembre, donde habló sobre el video musical de la canción, que no habría presentado a Shakira, contradiciendo así los rumores. En el momento de la cantante también presentó el primer sencillo, "No Brilho Desse Olhar". Al día siguiente, 11 de noviembre, la canción también se presentó en el espectáculo Eliana, por el anfitrión con el mismo nombre. El 17 de noviembre, Ivete estuvo en el programa Legendários, de Marcos Mion, también tocando varias otras canciones en el álbum. El 22 de noviembre, estuvo en el Programa do Jô para el lanzamiento de la canción. El 24 de noviembre fue el turno del programa TV Xuxa para recibir una presentación de la canción.
La cantante también grabó el programa O Melhor do Brasil, con Rodrigo Faro, para el especial del 22 de diciembre, tocando la pista junto con "Easy". Terminando el maratón de difusión de la canción del año de 2012 Ivete lo presentó en el tradicional Show da Virada. Además, Ivete también grabó la canción para el programa Mais Você, Adriane Galisteu que fue cancelada y no se divulgó el video, y para el Programa Raul Gil, que no se mostró en 2012.

## Recepción

### Crítica
La canción recibió críticas mixtas. Yhuru Nukui del Vestuario fue positivo diciendo: "La canción tiene una composición simple, un arreglo muy latino, y promete hacer bailar a los amantes del carnaval hasta que salga el sol. Si la cantante colombiana cantaba en español, la música podría ser lanzada en Latinoamérica, tal vez desde los lados de Europa y Norteamérica, pero solo se enfurece en portugués y debería quedarse aquí para el propio Brasil ". Para Julio César Biar de la DiverCidade", los versos increíbles de 'Dançando', como 'O ritmo me consome / Vive em meu abdômen', suenan avergonzados incluso a los que están acostumbrados a que la gente se descanse del suelo en sus Presentaciones entusiastas".
Deivson Prescovia De Audiogram dijo que la canción "decepciona," señalando fuera que "Las letras son débiles y sin sentido (Mamãe vai fazer, papai vai fazer/Dançando, dançando, dançando/Dan, dan, dan, dan, dan, dançando)," Comparándolo a canciones de É o Tchan!. Aun así, alabe la melodía de la canción, refrán que lo "tendría que ser alabado para el hecho sencillo que no tenemos el (damn) timbau y el gustar, mostrando bien uno de las características más llamativas de Reales Fantasia: canciones de chicle."

## Vídeo musical
El 28 de noviembre de 2012 Ivete anunció que grabaría el video de la canción en vivo dos días después, el 30 de noviembre durante el estreno de la gira de Real Fantasia. En el momento en que la cantante también declaró que la canción traería una coreografía creada originalmente para la pista, trayendo de vuelta este famoso artificio al comienzo de su carrera. Se especuló que Ivete grabaría un videoclip en estudio para la versión con Shakira de la canción, pero pronto fue negada por la cantante durante el programa Caldeirão do Huck..

## Créditos y personal
Personal
- Ivete Sangalo - voz
- Shakira - voz y compositor
- Joel Antonio López Castro - compositor
- Dan Kambaiah - compositor
- Davi Salles - compositor
- Alexandre Lins - productor

## Posicionamiento
| Listas (2012/2013)                             | Mejor posición |
| ---------------------------------------------- | -------------- |
| Billboard (Brasil Hot 100 Airplay)             | 16             |
| Billboard (Brasil Regional Recife Hot Songs)   | 1              |
| Billboard (Brasil Regional Salvador Hot Songs) | 1              |